# Cronologia Primului Război Mondial
Aceasta este o listă cronologică a evenimentelor din timpul Primului Război Mondial.

Sistemul de alianţe înainte de declanşarea conflctului

Alianţele efective în timpul războiului.

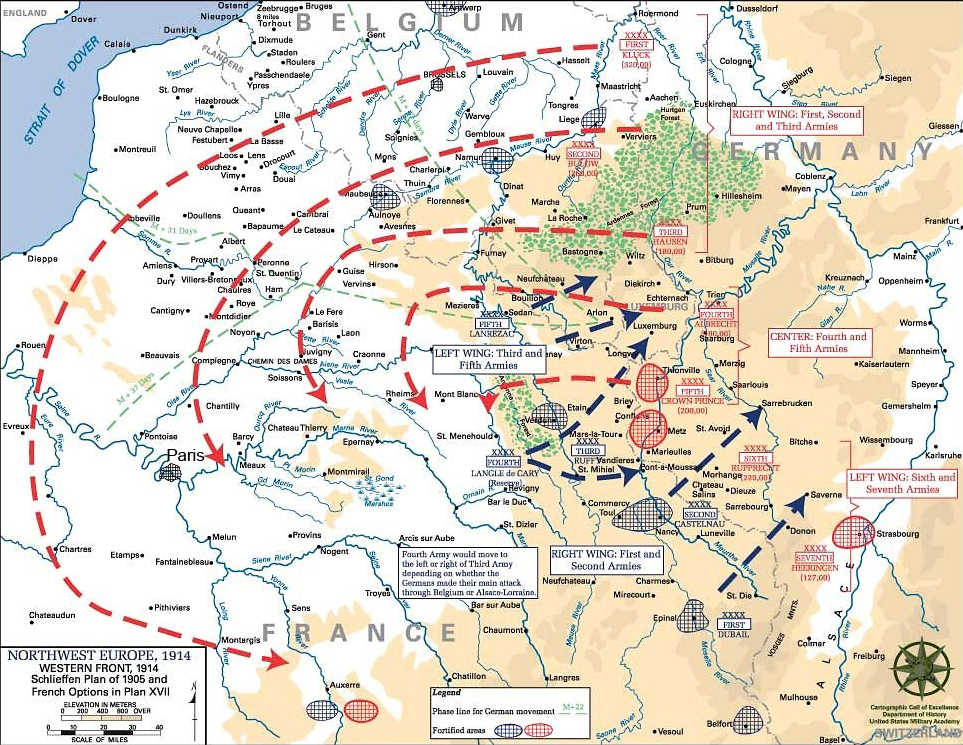
Planul Schlieffen de atac al Franței

Numărul de militari ai Antantei ucişi în război

## Anul 1914

### Iunie
28 iunie: 

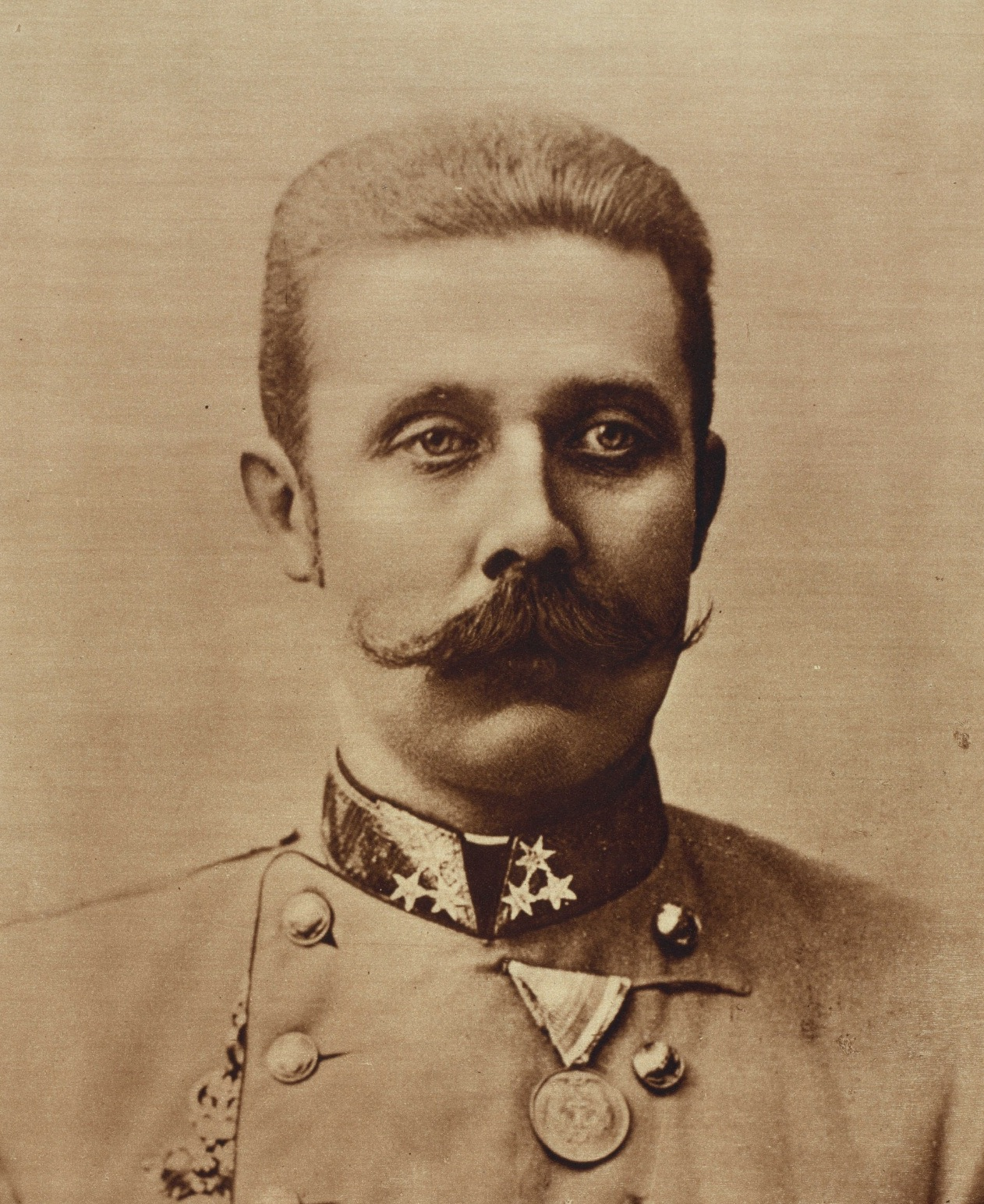
Franz Ferdinand

- Arhiducele austro-ungar Franz Ferdinand, moștenitorul tronului, și soția sa, ducesa Sofia, au fost asasinați în urma atentatului de la Sarajevo de studentul sarb Gavrilo Princip, eveniment ce a declanșat Primul Război Mondial[1]

### Iulie
5 iulie: 
- Austro-Ungaria caută sprijin german pentru un război împotriva Serbiei, în caz de mobilizare rusă. Germania dă asigurări de sprijin. .[2]Detalii

23 iulie: 
- Austro-Ungaria trimite un ultimatum Serbiei. Răspunsul sârb este considerat nesatisfăcător.[3]

29 iulie: 

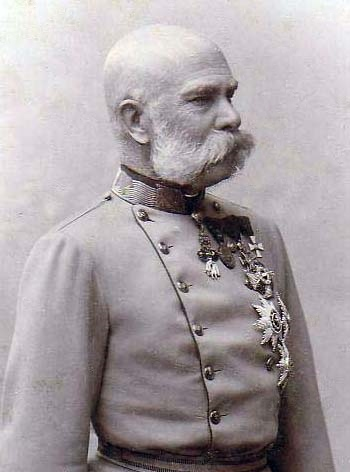
Franz Joseph al Austriei

- Începe Primul război mondial – Austro-Ungaria declară război Serbiei

29 iulie: 
- Flota fluvială austro-ungară bombardează de pe Dunăre Belgradul.[4]
- La Bruxelles se reunește Internaționala socialistă pentru a-și defini poziția față de criză.

30 iulie: 
- În Rusia are loc mobilizare generală.
- În Austro-Ungaria are loc mobilizare generală.

31 iulie: 
- Guvernul belgian decretează mobilizare generală.
- Germania avertizează Rusia să oprească mobilizarea. Rusia răspunde că mobilizarea este numai împotriva Austro-Ungariei.
- Pacifistul Jean Jaurès este asasinat. Pacifiștii își pierd liderul.

### August
Socialistul Józef Piłsudski organizează o legiune de voluntari cu care luptă alături de Austro-Ungaria.
1 august:

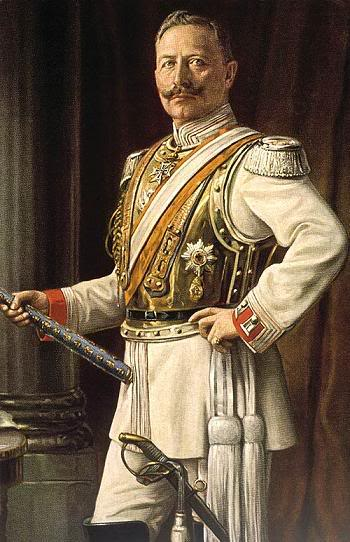
Wilhelm al II-lea al Germaniei

- Germania  declară război Rusiei [5].
Italia își declară neutralitatea.
Germania și Imperiul Otoman semnează un tratat de alianță secretă.[6]
- Mobilizare generală în Germania

2 august:
- Trupele germane invadează Luxemburgul.

- Ultimatum german adresat Belgiei prin care Germania cere utilizarea Belgiei pentru a ataca Franța. Refuz belgian.

3 august: 

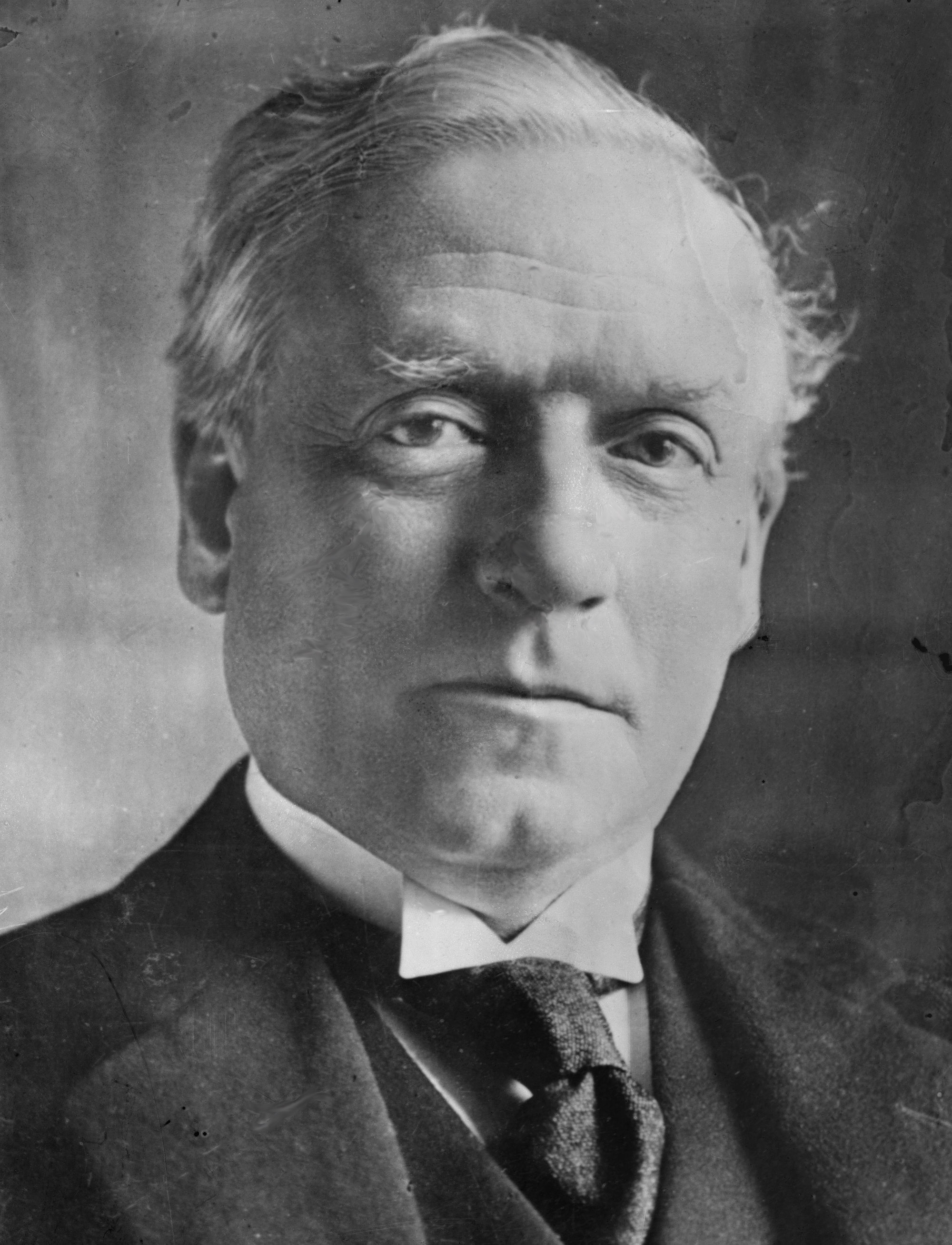
H. H. Asquith, prim-ministrul al Marii Britanii (1908-1916)

- Germania declară război Franței și Belgiei [7]
- România își declară neutralitatea.
- Mobilizare generală în Franța.

4 august: 

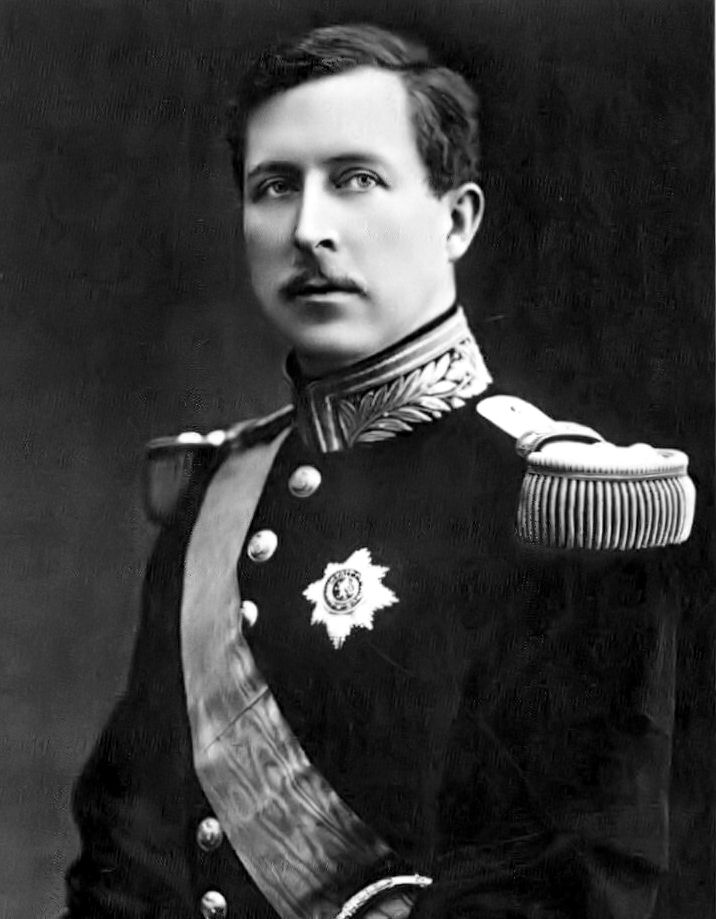
Albert I al Belgiei

- Germania  invadează Belgia [8] pentru a învălui armata franceză. Marea Britanie protestează împotriva încălcării neutralității belgiene, garantată prin tratat; Răspunsul cancelarului german a fost că tratatul este doar o bucată de hârtie.
- Marea Britanie răspunde favorabil apelului regelui Albert I al Belgiei și declară război Germaniei.[9]
- SUA își declară neutralitatea.

5 august: 
- Austro-Ungaria declară război Rusiei;
- Muntenegru declară război Austro-Ungariei;
- Imperiul Otoman închide strâmtoarea Dardanele;

5-16 august: 
- Germanii asediază și capturează fortăreața din Liège, Belgia. Detalii

6 august: 
- Serbia declară război Germaniei.

Detalii

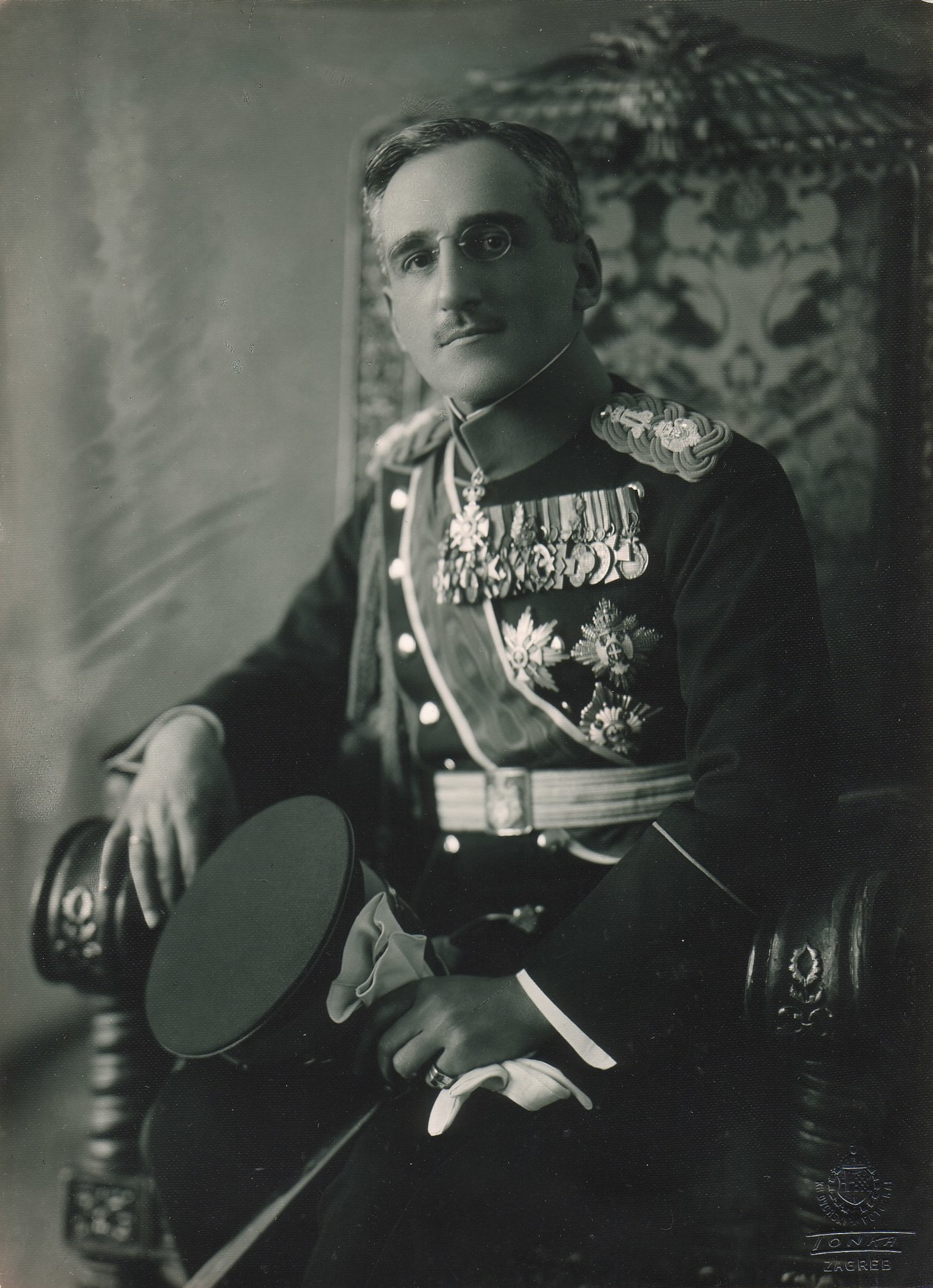
Alexandru I al Serbiei

- Trupele franceze trec în ofensivă în partea de sud a Alsaciei.

7 august: 
- Danemarca se declară neutră[4]
- Forța expediționară britanică sosește în Franța[10]

11 august: 
- Franța declară război Austro-Ungariei.

12 august: 
- Marea Britanie declară război Austro-Ungariei.[4]

12 august:
- Armatele austro-ungare trec Drina și Sava și pătrund în Serbia.[4]

14 august:
- Debutul Bătăliei de la Morhange

14-24 august: 
- Bătălia frontierelor (1914). Germanii obțin o victorie împotriva forței expediționare britanice și Armatei a Cincea a Franței.

16-19 august: 
- Sârbii înving trupele austro-ungare în Bătălia de la Cer[11]

17-19 august: 
- Bătălia de la Yadar - Armatele austro-ungare sunt înfrânte de sârbi și se retrag peste Drina.[4]

17 august:
- Trupele rusești intră în Prusia Răsăriteană.
- Are loc Bătălia de la Stallupönen terminată cu victorie germană. Atacul este un eșec, exceptând faptul că Germania încalcă principiile Planului Schlieffen.

17 august-19 septembrie: 

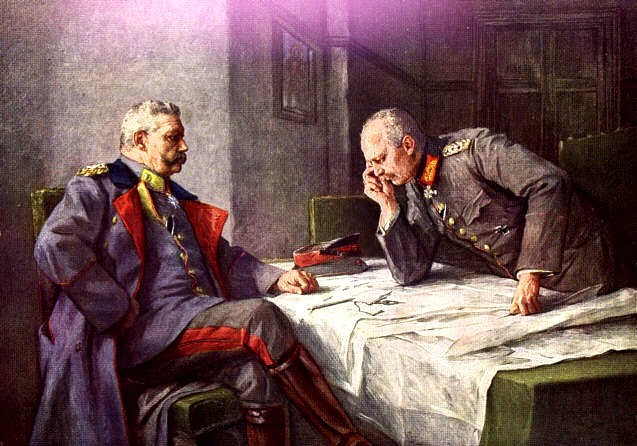
Hindenburg și Ludendorff, generalii germani care au plănuit Bătălia de la Tannenberg

- Bătălia de la Tannenberg (1914) între Rusia și Germania, terminată cu victoria importantă a germanilor și pierderi rusești mari.[12]

20 august:
- Trupele germane ocupă Bruxellesul.

21 august:
- Franța pierde Bătălia frontierelor (21-23 august).
- Bătălia din Ardeni: armata a IV-a franceză se repliază.

22 august:
- Austro-Ungaria declară război Belgiei.
- Debutul Bătăliei de la Charleroi.
- Masacrul de la Tamines (Belgia): trupele germane ucid și rănesc circa o sută de civili.

23-25 august:
- Bătălia de la Krasnik. Armata I-a austro-ungară  înfrânge Armata a IV-a rusă.[13]

23 august:
- Se termină Bătălia de la Charleroi. armata a IV-a franceză se repliază.
- Bătălia de la Mons: trupele britanice se repliază.

24 august:
- Eșec austriac conduși de Franz Conrad von Hötzendorf pe frontul sârbesc, în Bătălia de la Muntele Cer.

24 august-7 septembrie:
- Germanii asediază și capturează fortăreața Maubeuge.

25 august:
- Japonia declară război Germaniei.

25 august:
- Armatele austro-ungare înfrânte de sârbi se retrag peste graniță.

26 august:
- Forțele britanice și franceze invadează Togoland,  protectorat german în Africa de Vest.[14]

26-27 august:
- Bătălia de la Le Cateau. Aliații se retrag

26 august-11 septembrie:
- Bătălia de la Lemberg. Rușii capturează Lvov.

27 august-7 noiembrie:
- Asediul lui Tsingtao. Forțele britanice și japoneze capturează portul chinezesc Tsingtao controlat de germani.

28 august: 
- Royal Navy câștigă Prima bătălie de la Heligoland Bight din Marea Nordului.

29-30 august: 
- Bătălia de la St. Quentin (1914). Victorie tactică franceză, prin contraatac francezii reușesc să oprească înaintarea germană.

30 august: 
- Noua Zeelandă ocupă Samoa Germană devenit mai târziu Samoa de Vest.

### Septembrie
3-11 septembrie:
- Armata austro-ungară este înfrântă de ruși în Bătălia de la Rawa

5-12 septembrie:
- Începe marea bătălie de la Marna. Avansul german este oprit lângă Paris, zădărnicind astfel Planul Schlieffen.[15] și începe o contraofensivă, care obligă germanii să se retragă.

7-14 septembrie:
- Prima bătălie de la Lacurile Mazuriene. Victorie germană. Armata rusă, înfrântă se retrage din Prusia de Est cu pierderi grave.

8-17 septembrie:
- Eșuează cea de a doua tentativă austro-ungară de a invada Sârbia.

9 septembrie:
- Cancelarul german Theobald von Bethmann-Hollweg stabilește scopurile Germaniei în război.

11 septembrie:

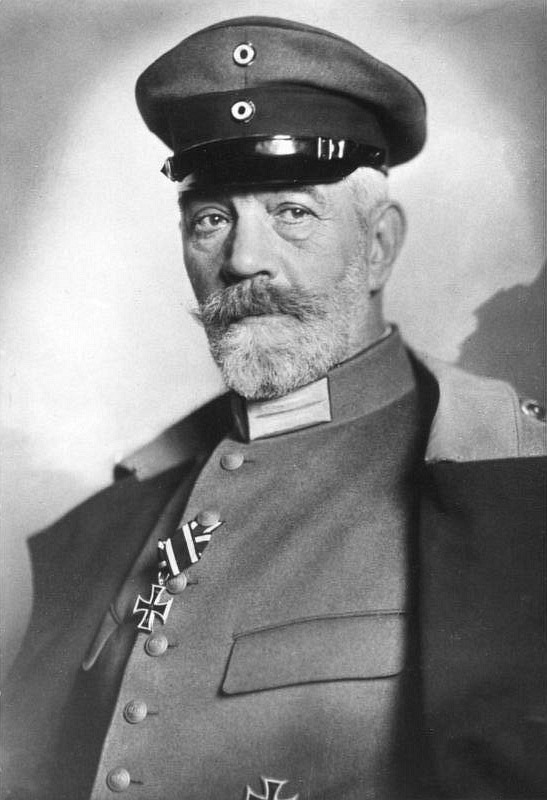
Theobald von Bethmann-Hollweg

- Forțele australiene ocupă Noua Guinee germană.[16]

13 septembrie:
- Trupele din Africa de Sud invadează Africa de Sud-Vest Germană

13-28 septembrie:
- Se încheie indecis Prima Bătălie de la Aisne.

14 septembrie:
- Erich von Falkenhayn îl înlocuiește pe Helmuth Johannes Ludwig von Moltke în funcția de Șef de stat major al Armatei germane.

17 septembrie:
- Începe asediul orașului Przemyśl

18 septembrie:

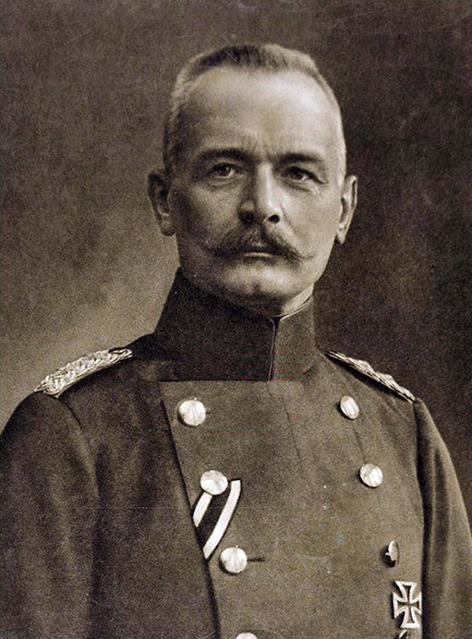
Erich von Falkenhayn

- S-a încheiat Acordul secret ruso-român prin care Rusia, în schimbul neutralității prietenoase a României, recunoștea dreptul țării noastre asupra teritoriilor locuite de români aflate în Austro-Ungaria (18 septembrie/1 octombrie)

21 septembrie-12 octombrie:
- Începe Cursa spre mare în care trupele germane încearcă să ajungă pe țărmul mării, cu contraofensivă franco-britanică în Picardia și Artois.

28 septembrie-9 octombrie:
- Trupele germane asediază și ocupă Anvers.

29 septembrie-31 octombrie:
- Bătălia de la râul Vistula

### Octombrie
- 10 octombrie:

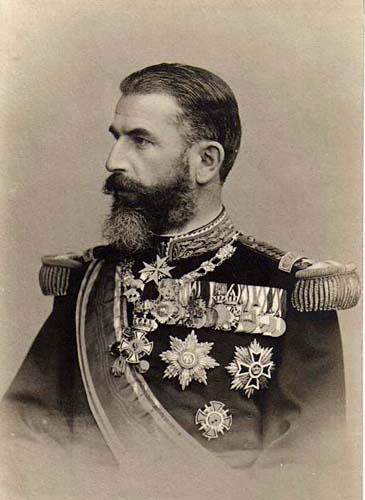
Regele Carol I al României

- Moartea regelui Carol I al României

16 octombrie-31 octombrie:
- Bătălia de la Yser - Forțele belgiene și franceze asigură linia de coastă a Belgiei.

16 octombrie-31 octombrie:
- Prima bătălie de la Ypres termină Cursa spre mare. Germanii sunt împiedicați să ajungă Calais și Dunkirk. Frontul se stabilizează la Ypres.

## Anul 1915

### Ianuarie
2 ianuarie
- Începe ofensiva rusească în Munții Carpați. Va continua până în 12 aprilie.

19 ianuarie
- Primul raid al Zepelinelor asupra Angliei.

24 ianuarie:
- Bătălia de la Dogger Bank între navele britanice și germane care se termină cu victorie tactică britanică.

28 ianuarie-3 februarie 
- Imperiul Otoman nu reușește capturare Canalului Suez.

31 ianuarie:
- Bătălia de la Bolimov Germanii utilizează pentru prima dată arme chimice.

### Februarie
- Primele avioane dotate cu mitralieră sunt Vickers F.B.5 care formează escadrila a Royal Flying corps.

4 februarie:
- Germania începe războiul cu submarine împotriva navelor comerciale și proclamă apele teritoriale britanice "zonă de război".

4 februarie:
- Trupele ANZAC debarcă în Gallipoli. Începe Campania Gallipoli.

7-22 februarie:

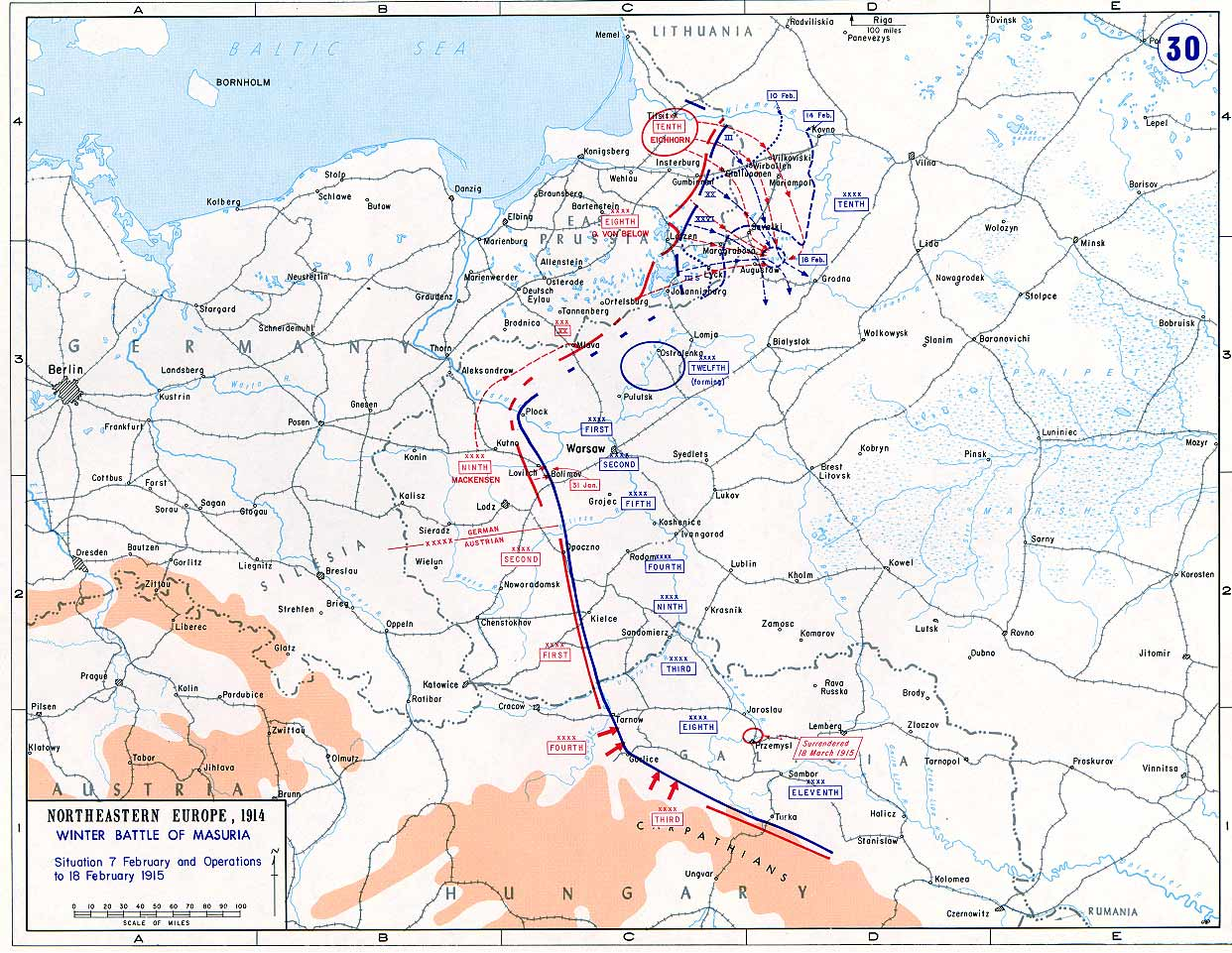
Frontul de Est

- Începe cea de a doua bătălie de la Lacurile Mazuriene condusă de Hindenburg. Rușii sunt învinși de germani.

16 februarie:
- Cea de a doua ofensivă a aliaților în Champagne pentru a opri germanii să-și transfere trupele în Rusia.

17-21 februarie:
- Au avut loc lupte violente la Eparges (Franța).

19 februarie:
- Expediția de la Dardanele (care se termină în februarie 1916).

26 februarie:
- Eșecul ofensivei germane la lacurile Mazuriene: rușii capturează 10 000 prizonieri în nordul Varșoviei.

### Martie
22 martie:
- Aliați extind blocada asupra tuturor produselor germane.

22 martie:
- Se sfârșește asediul de la Przemyśl. Rușii capturează fortăreața.

### Aprilie
22 aprilie-25 mai]]:

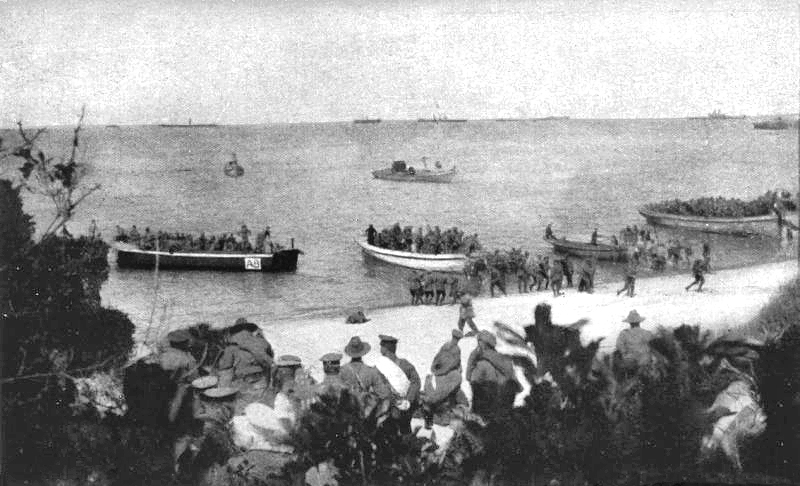
Debarcarea trupelor ANZAC (25 aprilie 1915)

- Cea de a doua bătălie de la Ypres, care ajunge la impas.

24 aprilie:
- Atac cu gaze asfixiante, folosite de germani pe frontul din Flandra.

25 aprilie:
- Forțele aliate debarcă la Gallipoli.
- Antanta și Italia încheie un acord la Londra.

28 aprilie:
- Prima bătălie de la Krithia. Avansul aliaților este respins.

### Mai
1-3 mai:
- Bătălia de la  Gorlice-Tarnów: trupele germane sub comanda generalului Mackensen rup frontul rusesc în Galiția.

6-8 mai:
Cea de a doua bătălie de la Krithia. Avansul aliaților este din nou respins.
7 mai:
- Un submarin german scufundă nava britanică Lusitania.

30 mai:
- Primul genocid al secolului XX, comis prin aplicarea Ordinul general de deportare a armenilor din Imperiul Otoman spre deșerturile din Siria și Irak. Sute de mii de oameni au murit în urma epidemiilor.

### Iunie
23 iunie - 7 iulie:

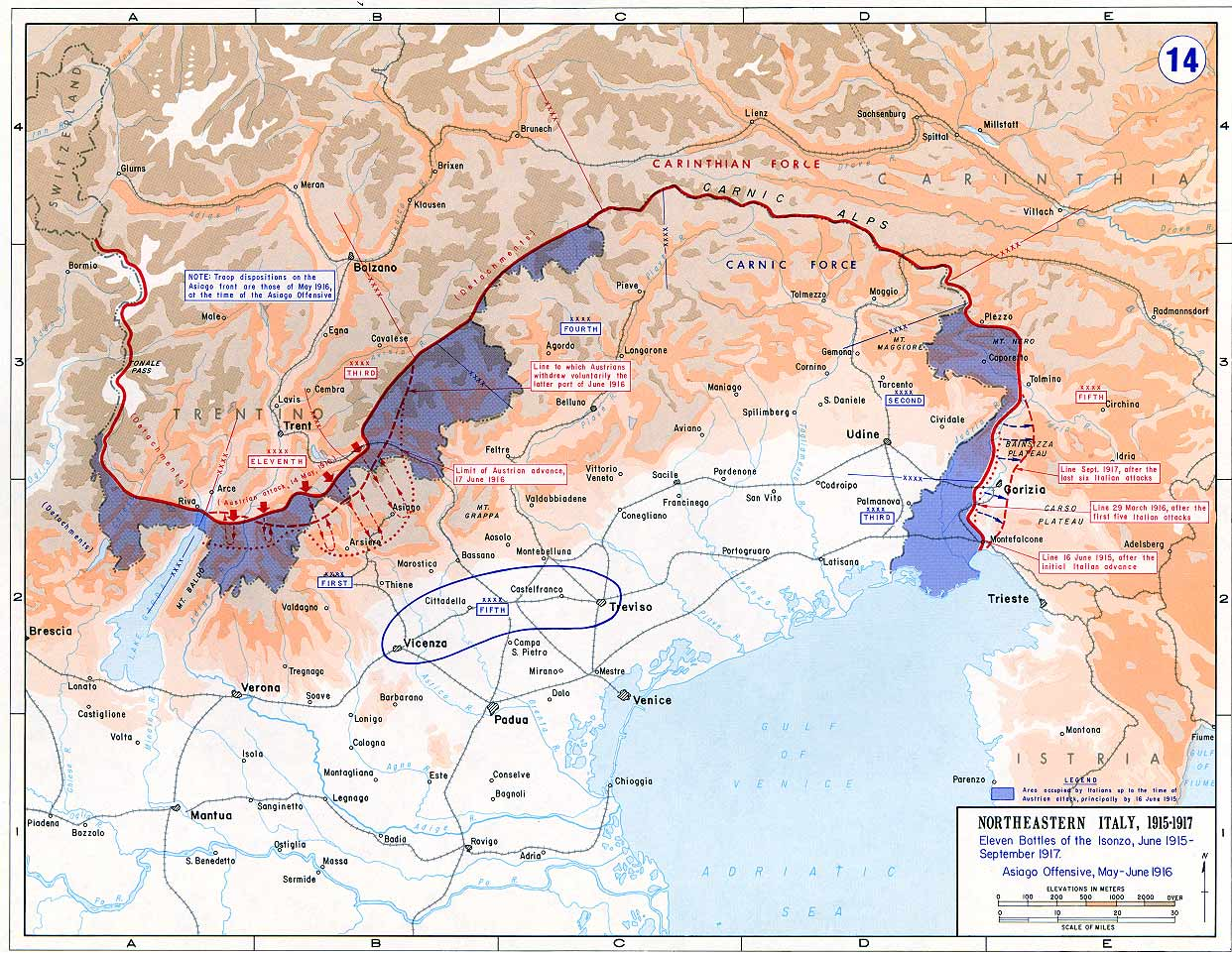
Frontul italiano-austriac

- Prima bătălie de la Isonzo (lângă râul Soca, acum în Slovenia) între Italia și Austro-Ungaria se termină cu victoria Italiei.

27 iunie:
- Austro-Ungaria reocupă Lvov.

28 iunie - 5 iulie:
- Britanicii câștigă bătălia de la Gully Ravine.

### Iulie
9 iulie:
- Forțele germane se predau în Africa de sud-vest.

18 iulie - 3 august:
- Cea de a doua bătălie de la Isonzo.

### August
5 august:
- Germanii ocupă Varșovia

6-29 august:
- Bătălia de la Sari Bar sau Ofensiva din August. Este ultima încercare a britanicilor să ocupe peninsula Gallipoli, soldată cu eșec.

### Septembrie
8 septembrie:

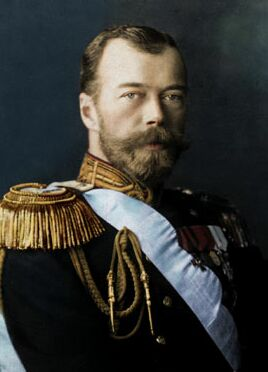
Ţarul Nicolae al II-lea al Rusiei

- Țarul Nicolae al II-lea îl îndepărtează de la comanda Armatei Ruse pe Marele Duce Nicolai Nicolaevici și ia personal conducerea armatei.

19 septembrie:
- Germanii ocupă Vilnius. Ofensiva de la Gorlice-Tarnówia ia sfârșit.

25-28 septembrie:
- Bătălia de la Loos, o ofensivă britanică de amploare eșuează.

### Octombrie
5 octombrie:
- Bulgaria intră în război împotriva Serbiei.

6 octombrie:
- Serbia este invadată de Germania, Austro-Ungaria și Bulgaria.

14 octombrie:
- Bulgaria declară război Serbiei

15 octombrie:
- Regatul Unit declară război Bulgariei

16 octombrie:
- Franța declară război Bulgariei

18 octombrie-4noiembrie
- Are loc cea de a treia bătălie de la Isonzo.

### Noiembrie
10 noiembrie-2 decembrie:
- Cea de a patra bătălie de la Isonzo.

22-25 noiembrie:
- Bătălia de la Clesiphon, în prezent în Irak.

27 noiembrie:
- Armata sârbă se prăbușește. Se va retrage la Marea Adriatică și va fi evacuată de navele italiene și franceze.

### Decembrie
7 decembrie:
- Otomanii încep asediul de la Kut.

19 decembrie:
- Douglas Haig îl înlocuiește pe John French la comanda Grupului Expediționar Britanic.

## Anul 1916

### Ianuarie
29 ianuarie:
- Paris este bombardat pentru prima dată de zeppelinele germane

8-16 ianuarie:
- Ofensiva austro-ungară împotriva Muntenegrului, care capitulează.

9 ianuarie:
- Campania de la Gallipoli se încheie cu o înfrângere a Aliaților și victorie otomană.

11 ianuarie:
- Corfu este ocupat de către aliați.

24 ianuarie:
- În Germania Reinhard Scheer este numit comandant al flotei Hochseeflotte.

27 ianuarie:
- În Regatul Unit se introduce serviciul militar obligatoriu.

### Februarie
13-16 februarie 
- Bătălia de la Erzurum.

21 februarie:

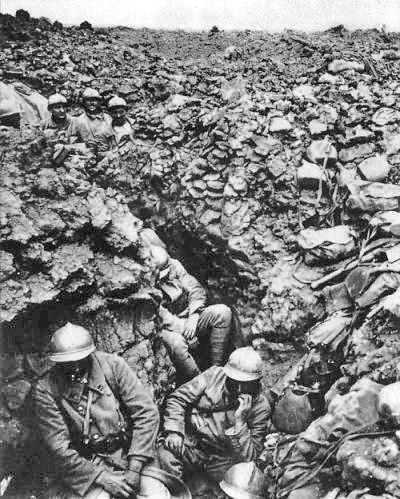
Regimentul 87 francez în tranşeu la Verdun (1916)

- Începe Bătălia de la Verdun (Franța), cea mai distrugătoare bătălie din acest război, soldată cu aproximativ 1 milion de victime; s–a încheiat prin respingerea definitivă, de către armata franceză, a atacurilor germane.

28 februarie:
- Camerunul german capitulează.

### Martie
România duce tratative cu Antanta pe cale diplomatică în legătură cu condițiile cerute pentru intrarea în război.
1 martie:
- Germania reia războiul submarin fără restricții.

8 martie:
- Bătălia de la Dujaila în Kut britanic.

1-15 martie
- Cea de a cincea bătălie de la Isonzo.

15 martie
Austro-Ungaria declară război Portugaliei.
18 martie-aprilie
- Ofensiva de la lacul Naroch

### Aprilie
23 aprilie:
- Răscoala irlandezilor din Paști împotriva britanicilor.

29 aprilie:
- La Kut forțele britanice asediate se predau otomanilor.

### Mai
10 mai:
- Germania suspendă războiul submarin fără restricții.

15 mai-10 iunie
- Expediția austro-ungară în Trentino.

31 mai-1 iunie
- Începe Bătălia de la Iutlanda între Marea Britanie și Germania.

### Iunie
4 iunie:
- Începe Ofensiva Brusilov

5 iunie: 
- Începe revolta arabă în Hejaz .

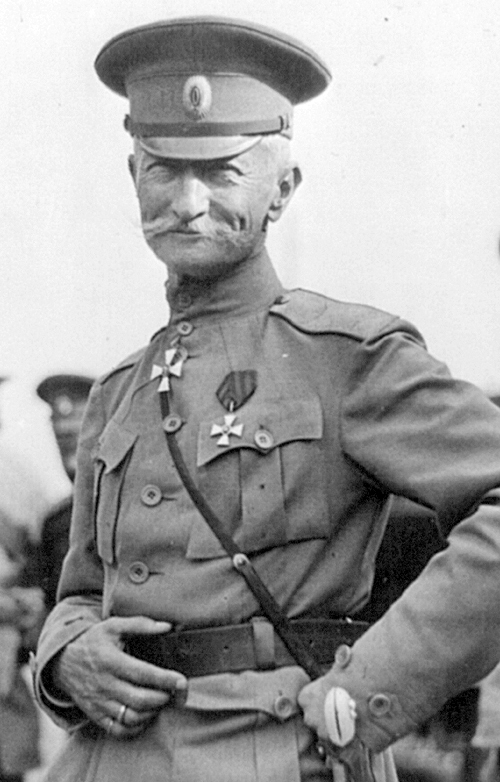
Alexei Brusilov

- Hampshire HMS este scufundat în largul Insulelor Orkney, Lord Kitchener moare.

10 iunie: 
- Italia: Paolo Boselli îl urmează pe Antonio Salandra în funcția de prim-ministru.

### Iulie
1 iulie-18 noiembrie:

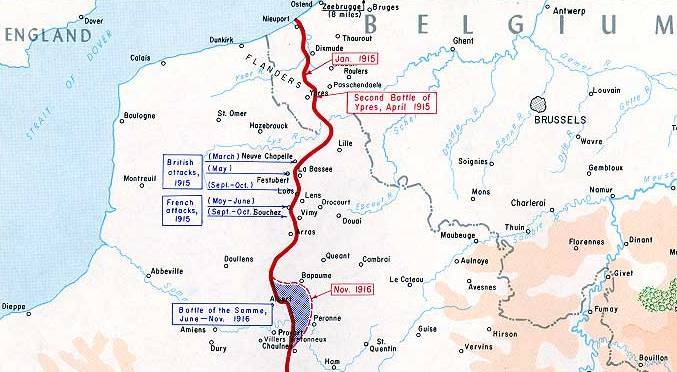
Bătălia de pe Somme

- Are loc Bătălia de pe Somme cu efecte tactice și strategice favorabile aliaților.

2 iulie: 
- Are loc Bătălia de la Erzincan care face parte din Campania din Caucaz a armatei ruse împotriva Imperiului Otoman. Victorie rusească.

23 iulie-7 august 
- Bătălia de Pozières (faza inițială a bataliei de pe Somme)

### August
3-17 august:
- Cea de a șasea bătălie de la Isonzo. Italienii capturează Gorizia (9 august).

4-17 august:

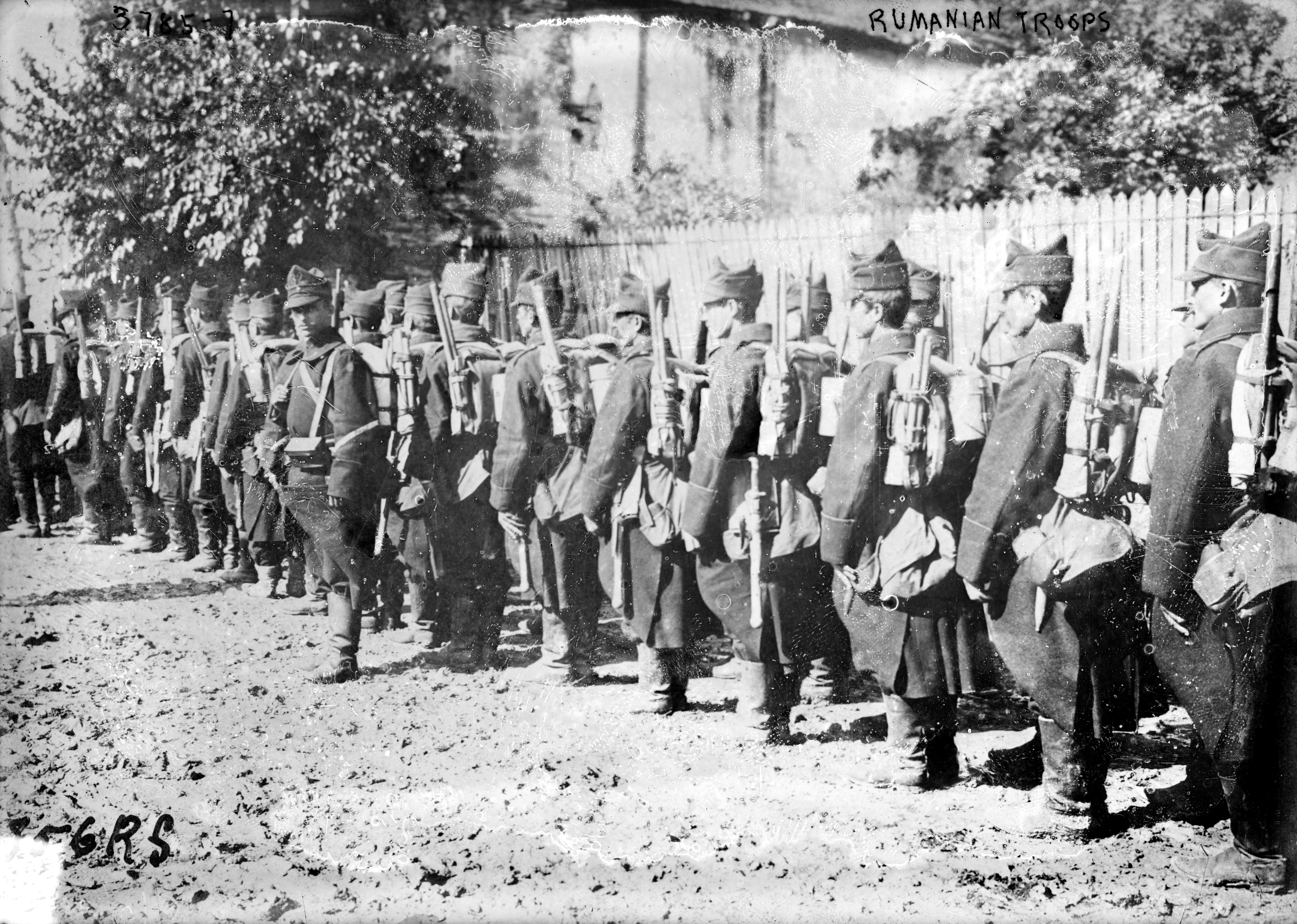
Contingent de soldaţi români

- România intră în război de partea Antantei.

18 august:
- Bulgaria a atacat Dobrogea românească. Declarația de război a fost făcută abia a doua zi.

18 august-5 septembrie Bătălia de Guillemont (faza intermediară a bătăliei de pe Somme)
27 august:
- Italia declară război Germaniei.
- România intră în război de partea Antantei. Armata ei este înfrântă în câteva săptămâni.

29 august:

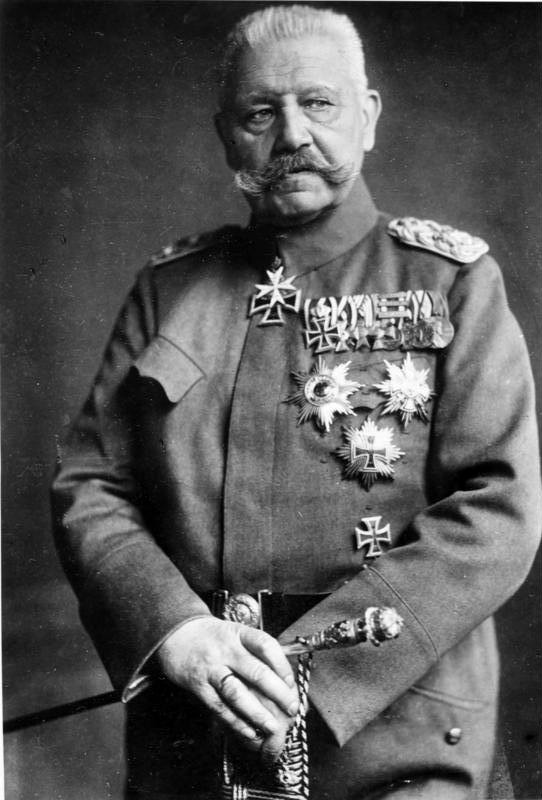
Feldmareşalul Paul von Hindenburg

- Paul von Hindenburg înlocuiește Erich von Falkenhayn în calitate de șef al Statului Major german.

### Octombrie
10 octombrie:
- Prima bătălie de la Tg. Jiu. Trupele române, conduse de generalul Ion Dragalina resping puternica ofensivă germană.

27 octombrie:
- Sfârșitul celei de-a doua bătălii de la Oituz. Trupele române rezistă eroic, barând puternica ofensivă inamică germano-austriacă

### Noiembrie
8 noiembrie:
- Trupele germane ocupă Craiova.

12 noiembrie:
- Autoritățile de stat din România părăsesc Bucureștiul și se mută la Iași.

16 noiembrie:
- Bătălia pentru București, cea mai mare operațiune militară a armatei române din anul 1916, condusă de generalul Constantin Prezan, prin care se încerca apărarea Capitalei.

20 noiembrie:
- Guvernul României se retrage din Muntenia ocupată, la Iași, care devine capitala temporară a țării.

20 noiembrie:
- Moare împăratul Franz Joseph al Austriei.

23 noiembrie:
- Armatele germano-austro-ungare ocupă Bucureștiul.
- Trupele germane ocupă Ploieștiul, unde 26 de instalații de rafinare a petrolului, ca și toate sondele, rezervoarele din schele și rafinării fuseseră distruse de români la cererea guvernelor englez și francez, pagubele ridicându-se la peste 9 milioane de lire sterline.

25 noiembrie:
- Trupele române angajează puternice acțiuni de luptă pe linia Cricov-Ialomița, pentru a câștiga timpul necesar atât concentrării forțelor ruse, cât și pregătirii unei alte linii de rezistență.

### Decembrie
9 decembrie:
- Bătălia de la Cașin. Germanii sunt opriți pe linia strategică de fortificații Focșani–Nămoloasa trecând prin Valea Cașinului și Valea Putnei.

11 decembrie:

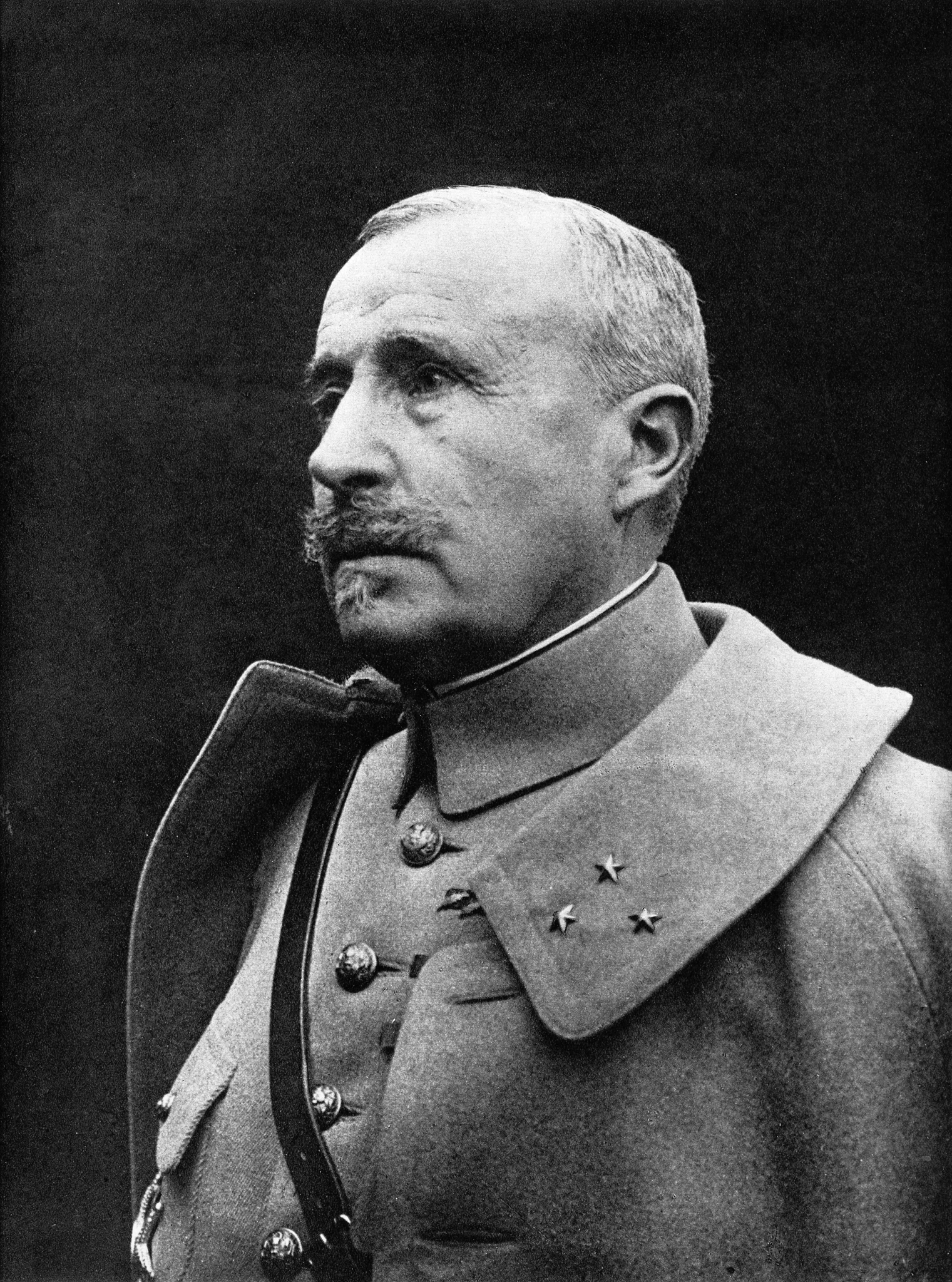
generalul Robert Nivelle

- Robert Nivelle îl înlocuiește pe Joseph Joffre în funcția de comandant al Armatei franceze.

11 decembrie:
- În urma înfrângerilor militare din toamna anului 1916 se formează la Iași un guvern de concentrare națională I.C. Brătianu-Take Ionescu

23 decembrie:
- Bătălia de la Magdaba din peninsula Sinai.

24 decembrie:
- Este votată și promulgată legea prin care Tezaurul Băncii Naționale urmează să fie transportat în Rusia

27 decembrie:
- Togoland este împărțită în zone administrative britanice și franceze.

29 decembrie:
- Rasputin, personaj controversat al Rusiei este asasinat.

30 decembrie:
- Carol I al Austriei este încoronat împărat al Austriei, rege al Ungariei (sub numele de Carol al IV-lea), și rege al Boemiei (sub numele de Carol al III-lea) etc.

## Anul 1917

### Ianuarie
9 ianuarie:
- Bătălia de la Rafa. Britanicii îi împing afară pe otomani de pe Peninsula Sinai.

16 ianuarie:
- Secretarul de Stat al Afacerilor externe german trimite o telegramă ambasadorului din Mexic în care îi propune Mexicului o alianță împotriva SUA.

### Februarie
1 februarie:
- Germania reia războiul submarin fără restricții.

3 februarie: 
- SUA au întrerupt relațiile diplomatice cu Germania

23 februarie:
- Cea de a doua bătălie de la Kut. Britanicii recapturează orașul.

23 februarie-5 aprilie  
- Germanii se retrag până la Linia Hindenburg.

### Martie
1 martie:
- Arz von Straussenberg îl înlocuiește pe Conrad von Hötzendorf în funcția de șef al Statului Major al armatei austro-ungare.

8-11 martie
- Britanicii capturează Bagdadul.

```
13 martie
: 
```

- A fost semnat Documentul de la Viena de către cancelarul Bethmann-Hollweg și ministrul de Externe austro-ungar Ottokar Czernin. El prevedea anexarea României la Austro-Ungaria în caz de victorie a puterilor centrale în Primul Război Mondial

15 martie:
- Țarul Nicolae al II-lea abdică. Este numit un guvern provizoriu.

26 martie:
- Prima bătălie de la Gaza. Încercarea britanicilor de a captura orașul eșuează.
- „Documentul de la Viena”, semnat de Bethmann-Hollweg, cancelarul Germaniei și contele Ottokar Czernin, ministrul de externe al Austro-Ungariei, prin care în caz de victorie se atribuie Austro-Ungariei teritoriul României.

### Aprilie
6 aprilie:

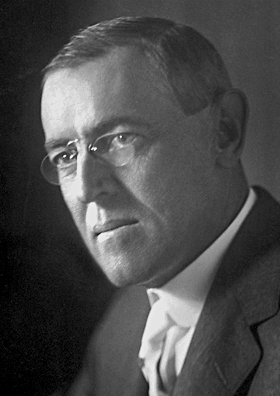
Preşedintele SUA, Woodrow Wilson

- Statele Unite ale Americii declară război Germaniei.

9-12 aprilie
- Canadieni obțin o victorie importantă în Bătălia de la Vimy Ridge

9 aprilie-16 mai
- Bătălia de la Arras. Atac britanic asupra liniei germane puternic fortificate fără a obține niciun progres strategic.

16 aprilie-9 mai
- Are loc Cea de a doua bătălie de la Aisne (denumit și Ofensiva Nivelle), care se termină dezastruos atât pentru armata franceză, cât și pentru comandantul său, Robert Nivelle.

16 aprilie:
- Vladimir Lenin se întoarce din exil la Petrograd

19 aprilie:
- Cea de a doua bătălie de la Gaza. Linia turcilor otomani rezistă atacurilor britanice.

29 aprilie-20 mai
- În armata franceză  au loc o serie de revolte.

### Mai
5-15 mai
- Ofensiva Aliaților pe frontul din Salonic.

15 mai:
- Philippe Pétain îl înlocuiește pe Robert Nivelle în funcția de comandant al armatei franceze.

23 mai:
- Bătălia de la Muntele Hamada.

### Iunie
7-8 iunie
- Britanicii recapturează vârful Messines.

10-29 iunie
- Are loc Bătălia de la Muntele Ortigara.

12 iunie:
- Grecia: Regele Constantin I abdică.

13 iunie:
- Primul raid de bombardament german asupra Londrei soldat cu succes, efectuat cu bombardiere Gotha G.IV.

25 iunie:
- Primele trupe americane debarcă în Franța.

30 iunie:
- Grecia declară război Puterilor Centrale.

### Iulie
1-19 iulie
- Ofensiva Kerensky eșuează. Acesta este ultima inițiativă a Rusiei în război.

6 iulie:
- Rebelii arabi conduși de Lawrence al Arabiei ocupă portul iordanian Aqaba.

20 iulie:

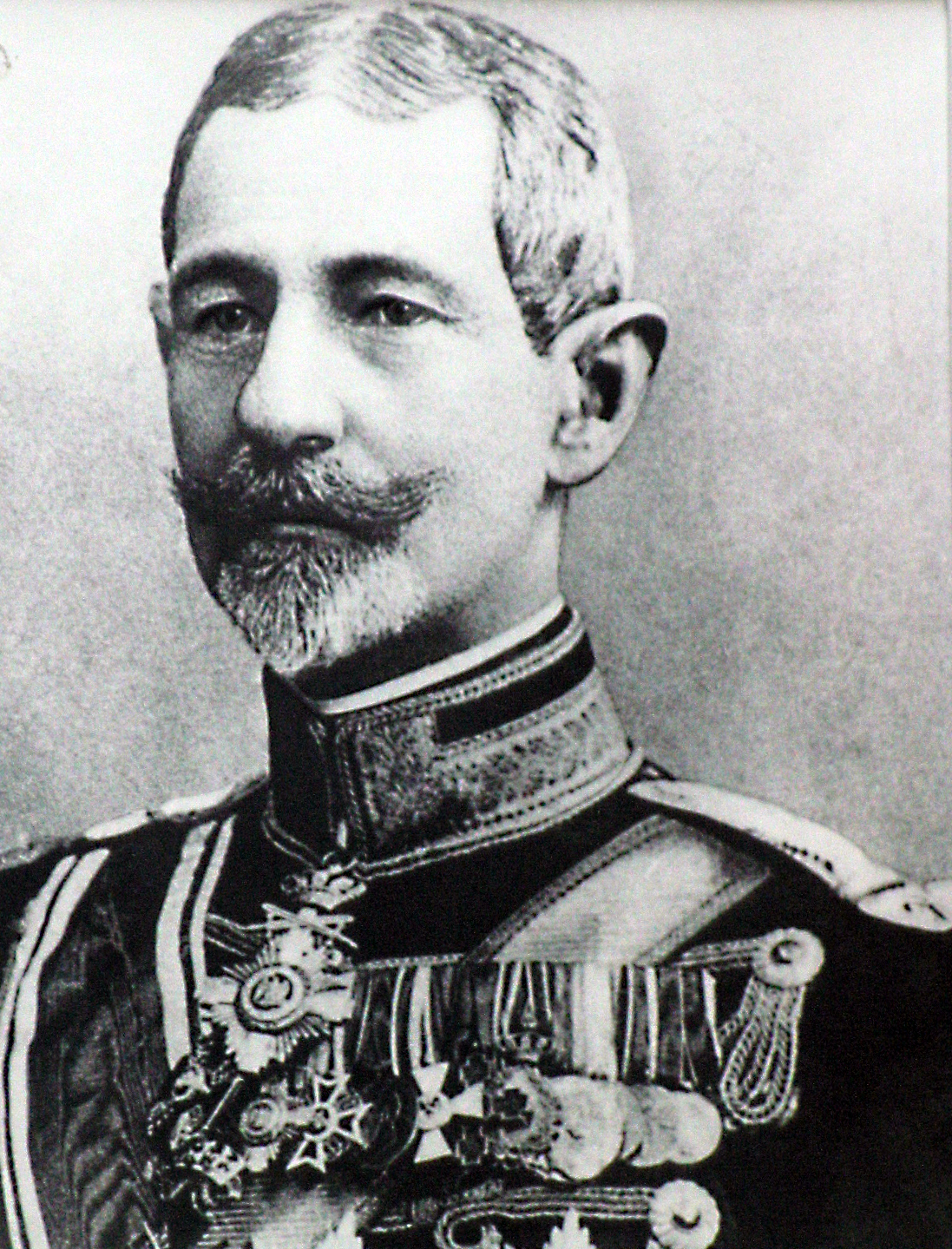
Generalul Alexandru Averescu

- Declarația de la Corfu despre viitorul Regatului Iugoslaviei.

24 iulie-3 august:
- Bătălia de la Mărăști. Armata a II–a română, comandată de generalul Alexandru Averescu, înfrânge armata germană.

31 iulie:
- Începe Bătălia de la Passchendaele (bătălie de cunoscută ca a treia bătălie de la Ypres).

### August
6-20 august
- Are loc Bătălia de la Mărășești, cea mai mare bătălie de pe frontul românesc din timpul Primului Război Mondial

8 august:
- Începe a treia bătălie de la Oituz

18-28 august
- Are loc cea de a unsprezecea bătălie de la Isonzo.

### Septembrie
8 septembrie:
- Rusia: Eșuează încercarea de lovitură de stat a generalului Kornilov.

27-28 septembrie
Bătălia de la Ramadi, Mesopotamia.

### Octombrie
30 octombrie:
- Italia: Vittorio Emanuele Orlando îl urmează pe Paolo Boselli în funcția de prim-ministru

### Noiembrie
2 noiembrie:
- Declarația Balfour: guvernul britanic sprijină în Palestina planurile pentru un "cămin național evreu".

8 noiembrie:

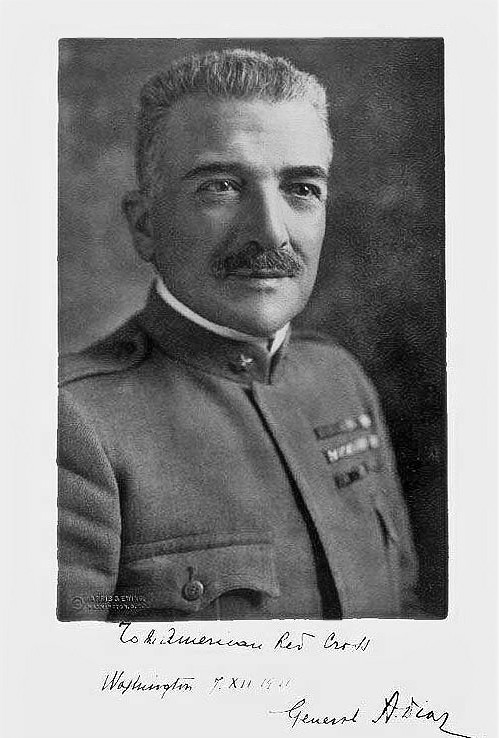
Mareşalul Italiei, Armando Diaz

- Armando Diaz îl înlocuiește pe Luigi Cadorna în funcția de comandant al armatei italiene.

9 november - 28 december
- Prima bătălie de la Piave: trupele austro-ungare și germanii încearcă fără succes să traverseze râul.

10 noiembrie:
- Bătălia de la Passchendaele (bătălie de cunoscută ca a treia bătălie de la Ypres) se termină cu rezultat indecis.

13 noiembrie:

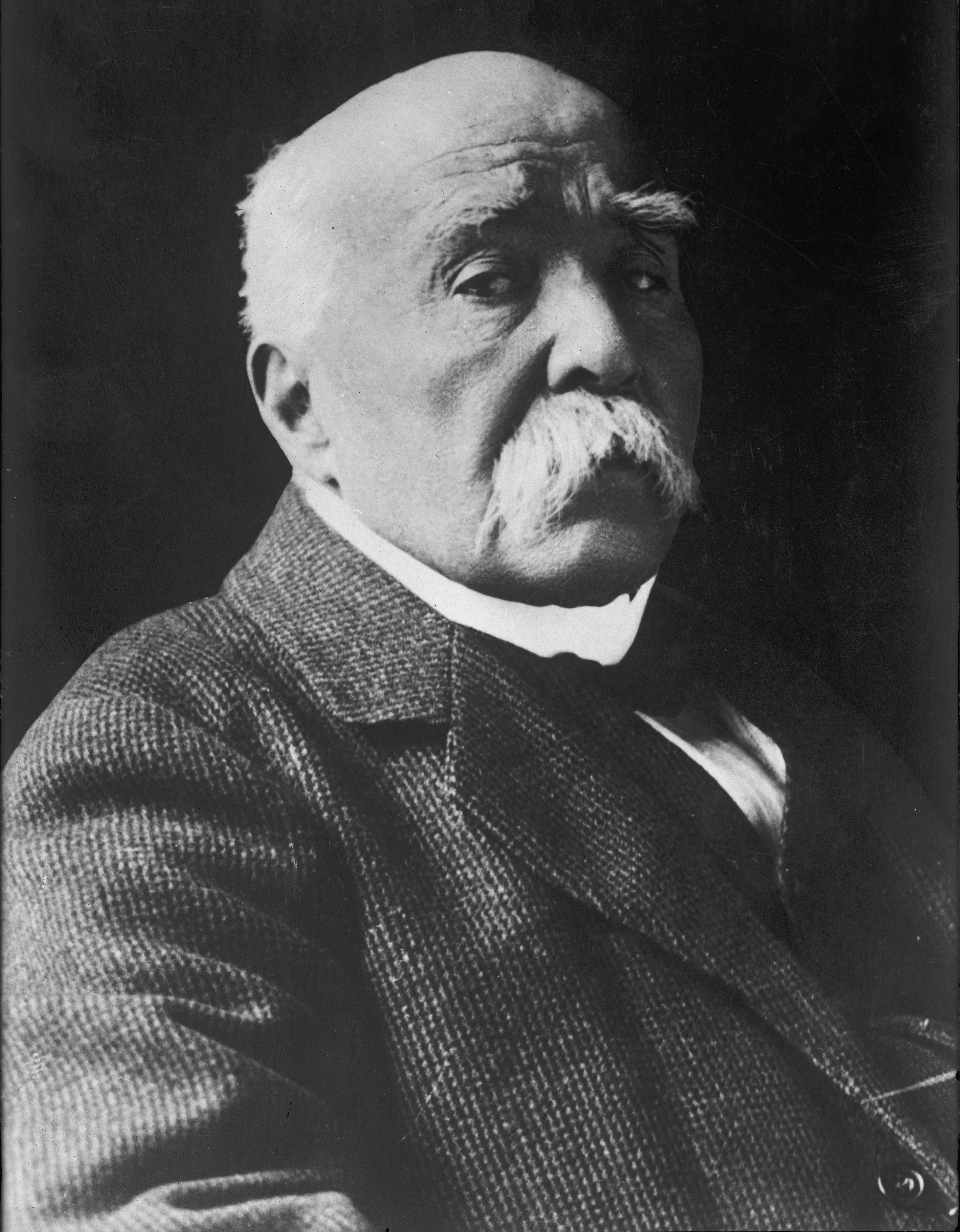
Georges Clemenceau

- Paul Painlevé îl înlocuiește pe Georges Clemenceau în funcția de prim-ministru.

15 noiembrie:
- Declarația drepturilor popoarelor din Rusia dată la Petrograd și semnată de Lenin și Stalin

17 noiembrie:
- Cea de a doua bătălie de la Helgoland Bight din Marea Nordului.

20 noiembrie:
- Ucraina este declarată republică

20 noiembrie - 3 decembrie
- Bătălia de la Cambrai. Atacul britanic eșuează, rezultatul bătăliei rămâne indecis.

### Decembrie
6 decembrie:
- Proclamarea Republicii Democratice Moldovenești

6 decembrie:
- Finlanda se declară independentă față de Rusia.
- Explozia de la Halifax face victime peste 1900 de persoane. De asemenea, distruge o parte din orașul Halifax, Noua Scoție.

7 decembrie:
- Statele Unite ale Americii declară război Austro-Ungariei.

8-26 decembrie
- Bătălia de la Ierusalim. Britanicii intră în oraș.

9 decembrie:
- Primul Război Mondial: S-a încheiat, la Focșani, armistițiul dintre România și Puterile Centrale, ca urmare a condițiilor militare intervenite în urma armistițiului ruso-german de la Brest-Litovsk.

23 decembrie:
- Rusia semnează un armistițiu cu Germania.

## Anul 1918

### Ianuarie
8 ianuarie:
- Woodrow Wilson formulează cele 14 puncte Detalii.

13 ianuarie:
- Guvernul Rusiei Sovietice întrerupe relațiile diplomatice cu România. Sechestrarea tezaurului României aflat la Petrograd.

24 ianuarie:
- Republica Democratică Moldovenească își declară independența față de Rusia Sovietică.

26 ianuarie:
- Demisia guvernului I.I.C.Brătianu–Take Ionescu (26 ianuarie/8 februarie). Noul guvern va fi condus de generalul Averescu.

### Februarie
1 februarie:
- Rusia Sovietică adoptă calendarul gregorian (data de 1 devine 14). Ca o consecință, aniversarea Revoluției din Octombrie, de acum încolo va cădea în noiembrie.

9 februarie:
- Puterile Centrale au semnat un tratat de protectorat exclusiv cu Republica Populară din Ucraina, ca parte a negocierilor care au avut loc la Brest-Litovsk.

16 februarie:
- Lituania își declară independența față de Uniunea Sovietică și față de Germania.

18 februarie:
- Se reiau luptele pe Frontul de Est.

21 februarie:
- Britanicii capturează Ierihonul.

25 februarie:
- Trupele germane capturează Estonia.

24 februarie:
- Estonia își declară independența față de Rusia.

### Martie
3 martie:

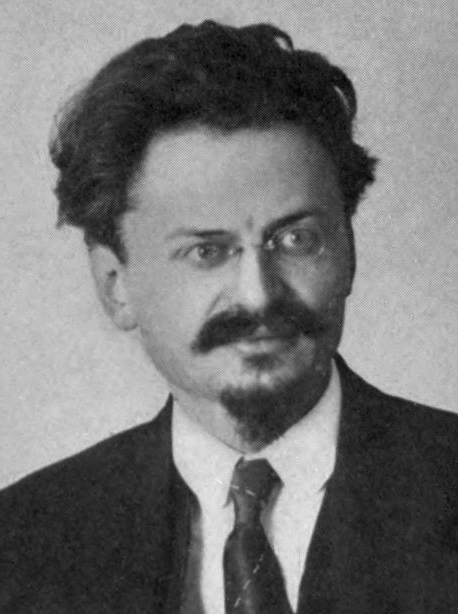
Troţki

- * Tratatul de la Brest-Litovsk. Troțki semnează tratatul de pace cu Germania.

7 martie: 
- Finlanda formează o alianță cu Germania.

7 martie: 
- Lenin semnează pace separată cu Puterile Centrale. Rusia abandonează partea ocupată de ruși din Polonia, Lituania și se angajează să elibereze Estonia.

12 martie:
- Moscova a devenit capitala Uniunii Sovietice.

18 martie:
- La Buftea România semnează tratat de pace preliminară cu Puterile Centrale.

21-25 martie
- Are loc prima fază a Ofensivei de Primăvară. Germanii obțin victorie neînsemnată.

23 martie:

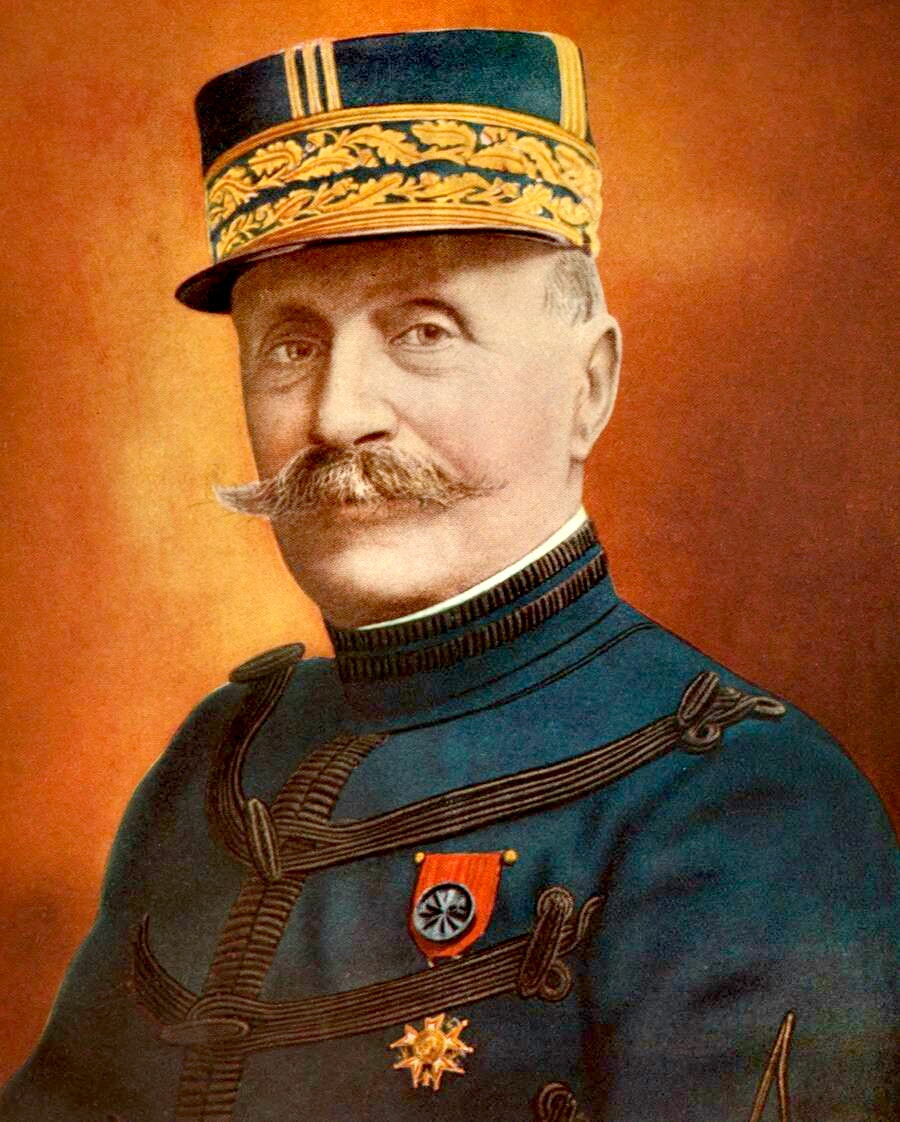
Ferdinand Foch

- Parisul este bombardat cu tunul Pariser Kanonen

23 martie-7 august
- Parisul este bombardat cu artilerie.

26 martie:
- Mareșalul francez Ferdinand Foch este numit comandant suprem al tuturor forțelor aliate.

26 martie:
- Generalul Pershing pune la dispoziția lui Foch forțele americane.

### Aprilie
4 aprilie:
- A doua fază a Ofensivei de primavare (Operațiunea Georgette). Rezultatele sunt dezamăgitoare pentru germani.

9 aprilie:
- Unirea Basarabiei (noul stat independent Republica Democratică Moldovenească) cu România.

24 aprilie:

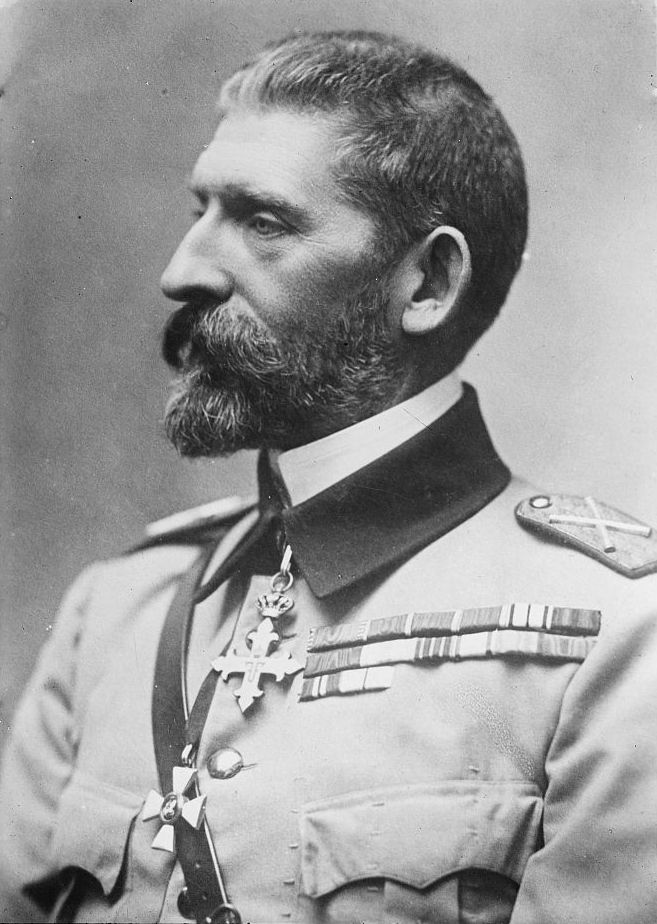
Regele Ferdinand I

- Tratatul de pace de la București, dintre România, pe de o parte și Germania, Austro–Ungaria, Bulgaria și Turcia, pe de altă parte. Pacea, înrobitoare pentru țara noastră, nu a fost niciodată ratificată de către regele Ferdinand, tratatul devenind nul.

26 aprilie:
- Forțele germane opresc fără succes ofensiva în Picardie.

### Mai
7 mai:
- România, fiind separată de aliații din vest, este forțată să semneze tratatul de pace de la București cu Puterile Centrale.

23 mai:
- Peste 60 de personalități marcante românești aflate la Paris au semnat un protest împotriva tratatului impus României de Puterile Centrale.

27 mai-6 iunie
- Bătălia a treia a Aisne (cunoscut și sub numele de Operațiunea Blucher-Yorck, a treia fază a Ofensivei de primăvară). După progrese inițiale, înaintarea germană este oprită.

28 mai:
- Contraofensivă aliată în Picardie, prima divizie americană cucerește Cantigny.
- Germanii ajung pe Marna la Château-Thierry și lansează nouă obuze asupra Parisului.

### Iunie
9-12 iunie
Faza finală a Ofensivei de primăvară (Operațiunea Gneiseau). În ciuda câștigurilor teritoriale substanțiale, germanii nu își ating obiectivele strategice.
13-23 iunie
- Are loc cea de a doua bătălie de la Piave: ofensiva austro-ungară forțează liniile italiene, dar este respinsă cu mari pierderi.

### Iulie
15 iulie:
- Ofensivă germană în Champagne.

15 iulie-5 august
- A doua bătălie de la Marna și ultima ofensiva germană pe Frontul de Vest, care eșuează la contraatacul francez.

### August
8 august:
- Ofensivă aliată în Picardie. Victoria aliaților la Somme.

8-11 august
- Bătălia de la Amiens, prima fază a Ofensivei de o sută de zile.

### Septembrie
12 septembrie:
- Bătălia de la Havrincourt, o fază a Ofensivei de o sută de zile.

15 septembrie:
- Aliații (francezii și sârbii), străpung liniile bulgare de la Dobro Polje.

18-19 septembrie
- Bătălia de Doiran, bulgarii opresc avansul britanic și grec.

18 septembrie-10 octombrie
- Bătălia de la linia Hindenburg, o fază a Ofensivei de o sută de zile. Aliații străpung liniile germane.

19-21 septembrie
- Bătălia de la Megiddo. Britanicii cuceresc Palestina.

26 septembrie - 11 noiembrie
Ofensiva Meuse-Argonne, faza finală a Ofensivei de o sută de zile și a Primului Război Mondial.
27-30 septembrie
- Este străpunsă Linia Hindenburg.

30 septembrie:
- Bulgaria semnează un armistițiu cu Aliații.

### Octombrie
1 octombrie:
- Britanicii intră în Damasc.

3 octombrie:
- Max von Baden formează un nou guvern în Germania.

20 octombrie:
- Germania suspendă războiul de submarine.

24 octombrie - 4 noiembrie:
- Bătălia de la Vittorio Veneto. Armata austro-ungară este învinsă decisiv și se retrage pe toate fronturile. Italienii intră în Trent și debarcă la Trieste.

29 octombrie:
- Wilhelm Groener îl înlocuiește pe Erich Ludendorff în funcția de adjunct al lui Hindenburg.
- Marinarii flotei germane se revoltă.
- Armistițiul de la Salonic. Guvernul austriac cere armistițiu Italiei.

30 octombrie:
- Imperiul Otoman semnează Armistițiul de la Mudros.

### Noiembrie
4 noiembrie:
- Austro-Ungaria la Villa Giusti din italia semnează armistițiul cu Italia.

7 noiembrie:

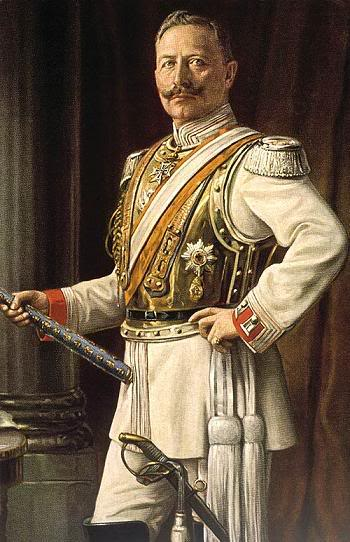
Wilhelm al II-lea al Germaniei

- O delegație condusă de Károlyi este primită la Belgrad de Franchet d’Espeyrey pentru a semna un armistițiu pe frontul balcanic.

9 noiembrie:
- Revoluție în Germania Kaiserul Germaniei abdică. Germania se proclamă republică.

10 noiembrie:

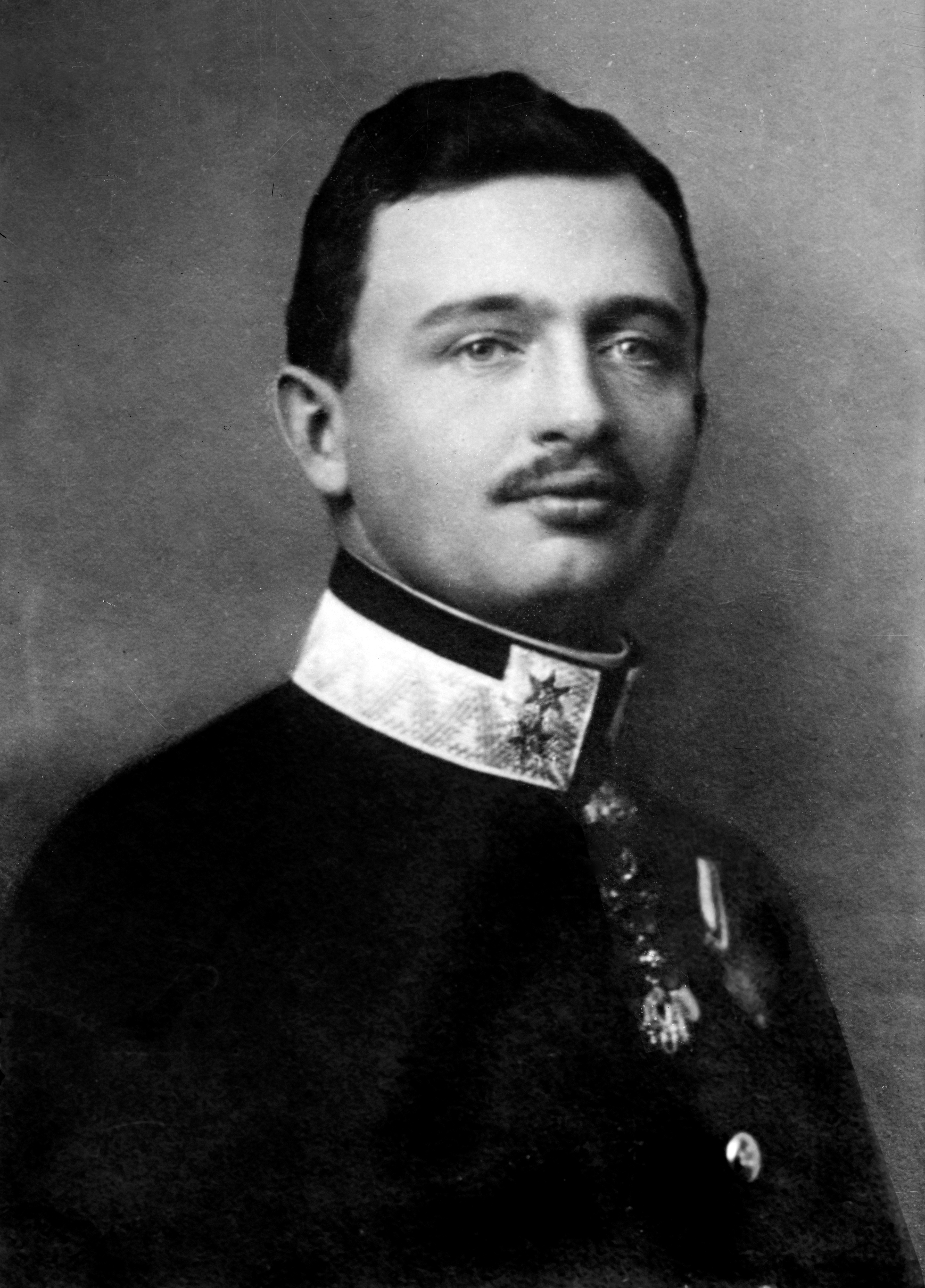
Carol I al Austriei

- Împăratul Carol I al Austro-Ungariei abdică.

11 noiembrie:
- La ora 6, Germania semnează armistițiul la Compiègne. Luptele iau sfârșit efectiv la ora 11 dimineața.

12 noiembrie:
- Austria s-a proclamat republică.

14 noiembrie:
- Cehoslovacia s-a proclamat republică.

21 noiembrie:
- Flota germană s-a predat Regatului Unit al Marii Britanii.

22 noiembrie:
- Germanii evacuează Luxemburgul

23 noiembrie:
- 9 de zile de la încheierea acordului de încetare a focului, generalul von Lettow-Vorbeck se predă în mod oficial cu armata sa neînvinsă în Abercorn, localitate în prezent în Zambia.

27 noiembrie:
- Germanii evacuează Belgia.

### Decembrie
4 decembrie:
- S-a proclamat independența Iugoslaviei.

## Anul 1919

### Ianuarie
5 ianuarie:
- Crearea Partidului Muncitoresc Național–Socialist German (N.S.D.A.P) – partidul nazist

10 ianuarie:
- Guvernatorul otoman al Medinei, Fakri Pașa se predă.

18 ianuarie:
- Începe conferința de pace de lângă Paris cunoscută ca Tratatul de la Versailles între Aliați și Germania.

### Februarie
3 februarie:
- Trupele sovietice ocupă Ucraina.

8 februarie:
- Primul zbor comercial aerian Paris – Londra.

14 februarie:
- Începe Războiul polono-sovietic, terminat în 1921 cu victoria polonezilor.

### Martie
2 martie:
- Prima Internațională Comunistă are loc la Moscova.

2 martie:
- Ungariei i se înmânează hotărârea Consiliului Militar interaliat de la Paris (Nota Vyx) privind obligativitatea retragerii trupelor maghiare din Transilvania.

21 martie:
- În Ungaria are loc o revoluție care răstoarnă guvernul Károly Mihály, proclamându-se Republica Socialistă Ungară condusă de Béla Kun.

21 martie:
- A fost fondat "Fasci di Combattimento" (partidul fascist italian) de către Benito Mussolini (Il Duce)

### Aprilie
1 aprilie:
- România adoptă calendarul gregorian. Ziua de 1 aprilie (stil vechi) devine 14 aprilie (stil nou)

### Mai
1 mai:
- Guvernele sovietic și ucrainean au adresat guvernului român doua ultimatumuri prin care îi cereau să părăsească în 24 de ore Basarabia și Bucovina.

15 mai:
- Începe războiul greco-turc prin debarcarea de trupe grecești la Izmir, în Antolia.

### Iunie
21 iunie:

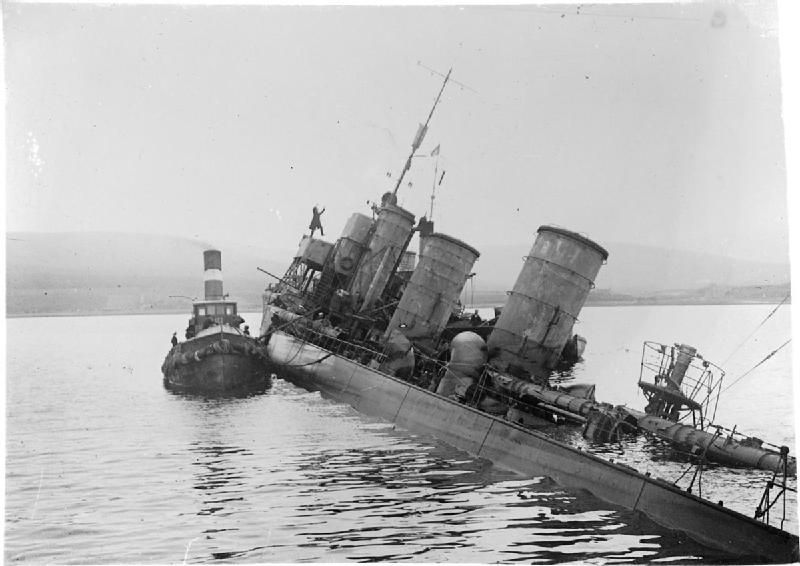
Distrugătorul german G102 sabordat la Scapa Flow

- Flota germană este sabordată la Scapa Flow. Germanii pierd în total 52 nave, fără pierderi ale britanicilor.

28 iunie:
- Se semnează Tratatul de la Versailles (Franța), act ce a dus la încheierea Primului Război Mondial.

### Iulie
8 iulie:
- Germania a ratificat Tratatul de la Versailles.

20 iulie:
- A avut loc atacul trupelor maghiare asupra armatei române. Armata română a trecut Tisa și a pătruns pe teritoriul ungar.

21 iulie:
- Marea Britanie a ratificat Tratatul de la Versailles.

28 iulie:
- Se instaurează administrația română la Timișoara. Banatul este împărțit între România (2/3) și Serbia (1/3).

### August
3 august:
- Armata română intră în Timișoara

4 august:
- Armata română a intrat victorioasă în Budapesta. Sfârșitul regimului comunist instaurat de Béla Kun la 21 martie 1919 în Ungaria

31 august:
- Este constituit Partidul Comunist American.

### Septembrie
10 septembrie:
- Puterile aliate semnează, la Saint Germain (Franța), Tratatul de pace cu Austria. Prin acest tratat se recunoștea, pe plan internațional, unirea Bucovinei cu România.

12 septembrie:
- Decret-lege privind înființarea Universității Regele Ferdinand din Cluj. Primul rector a fost Sextil Pușcariu. Universitatea maghiară din Cluj s-a refugiat la Szeged.

### Octombrie
1 octombrie:
- Președintele SUA Woodrow Wilson suferă o apoplexie cerebrală, rămânând invalid până la sfârșitul vieții(1924).

### Noiembrie
27 noiembrie:
- Tratatul de la Neuilly-sur-Seine. României i se recunoaște granița din 1913.

## Anul 1920

### Ianuarie
10 ianuarie:
- La Geneva se înființează „Societatea Națiunilor” (Liga Națiunilor), în care România este membru fondator.

### Februarie
```
24 februarie
```

- Adolf Hitler își prezintă programul național socialist la München.

### Martie
23 martie
- Amiralul Horthy declară că Ungaria este o monarhie fără nimeni pe tron.

### Aprilie
24 aprilie
- Războiul polono-sovietic: Trupele poloneze și ucrainiene atacă armata sovietică care ocupă Ucraina.

### Mai
7 mai
- Războiul polono-sovietic: Trupele poloneze ocupă Kievul. Guvernul ucrainean se întoarce în oraș.

### Iunie
4 iunie
- Se încheie Tratatul de la Trianon între Puterile Aliate și Ungaria. Recunoașterea pe plan internațional a unirii Transilvaniei, Banatului, Crișanei și Maramureșului cu România (a intrat în vigoare la 26 iulie 1921)

12 iunie
- Războiul polono-sovietic: Armata Roșie reia controlul asupra Kievului.

### Iulie
16 iulie:
- "Acordul de la Spa" privind reparațiile datorate de Germania puterilor învingătoare din Primul Război Mondial. României i-a fost repartizată o cotă de 1% din totalul reparațiilor germane și 10,55 % din cele orientale (de la Ungaria, Austria și Bulgaria).

### August
10 august:
- Marele Imperiu Otoman dispare. Prin semnarea Tratatului de la Sèvres pierde patru cincimi din teritoriul său.

13 august:
- A început Bătălia de la Varșovia, bătalia finală a războiului polono-sovietic.

### Octombrie
28 octombrie: 
- România semnează la Paris împreună cu Franța, Marea Britanie, Italia și Japonia Tratatul de recunoaștere a unirii Basarabiei cu România.